# Fredrik Rasmusson
Fredrik Bertil Rasmus Rasmusson född 25 februari 1991 i Stockholm, är en svensk basketspelare.
Fredrik Rasmusson bodde tre år i Bangladesh fyra år i Laos. Det var under tiden i Laos som han fastnade för basketen eftersom han bästa vän spelade. Detta följdes av två år i Uganda där han spelade för Charging Rhinos i högsta ligan 2004-2006. När det var dags att flytta hem till Sverige valde han spel på Sanda basketgymnasium i Jönköping. Efter det spelade han säsongen 2009/2010 i basketettan för Brahe Basket. 
Fredrik Rasmusson gick sen vidare till Södertälje Kings 2010 och debuterade i en match mot 08 Stockholm Human Rights 19 november. 
Säsongen 2011/2012 tillhörde han Jämtland Basket.